# Nazo Tokhi
Nāzo Tokhī (نازو توخۍ), communément connue sous le nom de Nāzo Anā (en pachto : نازو انا, « Naso la grand-mère »), était une poétesse et écrivaine afghane de langue Pachtoune. Mère du célèbre roi Mirwais Khan Hotak au début du XVIIIe siècle, elle a grandi dans une famille influente de la région de Kandahar. On se souvient d'elle comme d'une femme guerrière courageuse dans l'histoire de l'Afghanistan et comme de la « Mère de la nation afghane »,.

## Jeunesse et antécédents familiaux
Nazo Tokhi est née dans une famille pachtoune puissante et riche dans le village de Spozhmayiz Gul, près de Thazi, dans la province de Kandahar en Afghanistan, vers 1651. Son père, le sultan Malakhai Tokhi, était un éminent chef du tokhi Pashtun (en), tribu et gouverneur de la région de Ghazni. Elle était mariée à Salim Khan Hotak, fils de Karam Khan. Le célèbre dirigeant afghan de la dynastie Hotak, Mirwais Khan Hotak, était son fils, et Mahmoud Hotaki et Shah Hussain Hotak étaient ses petits-fils.
Nazo est devenu un poète érudit et une personne courtoise ; les gens la connaissaient pour sa nature aimante et attentionnée. Le père de Nazo avait accordé une attention particulière à son éducation et à son éducation, incitant les érudits de Kandahar à l'éduquer pleinement. Elle est devenue considérée comme la « Mère de la nation afghane », gagnant le respect grâce à sa poésie et son ferme soutien au code pachtounwali. Nazo a demandé que le Pashtunwali devienne la loi de la confédération des tribus pachtounes (en), et elle a arbitré les conflits entre les tribus Ghilzai et Sadozai (en) afin d'encourager leur alliance contre les dirigeants étrangers persans séfévides. Ses contributions poétiques à la culture afghane sont encore aujourd’hui très appréciées.
Lorsque leur père fut tué au combat près de la montagne Sur, le frère de Nazo partit au combat pour le venger et laissa Nazo responsable de la maison et de la forteresse. Elle enfila une épée et défendit la forteresse aux côtés des hommes.

### Poésie
Ceci est un extrait traduit de la poésie de Nazo Tokhi (en pachto original, l'un des quelque deux mille distiques qu'elle a composés) :

« La rosée tombe d'un narcisse de l'aube comme une larme tombe d'un œil mélancolique ; Ô beauté, ai-je demandé, qu'est-ce qui te fait pleurer ? La vie est trop courte pour moi, répondit-elle. Ma beauté s'épanouit et se flétrit en un instant, comme un sourire qui vient et s'efface à jamais. »

— Nazo  Tokhi

### Rêve légendaire
La légende raconte que Nazo Ana a fait un rêve extraordinaire la nuit de la naissance de son fils Mirwais Khan Hotak.

« La nuit de la naissance de Mirwais (1673), sa mère, Nazo Ana, rêva de Shaykh Beṭ Nīkə (qui est le chef folklorique ou ancêtre de la confédération Bettani des Pachtounes). Il a dit à Nazo de prendre le plus grand soin du nouveau bébé car lorsque l'enfant grandira, le pays sera béni par ses services. Nazo Ana, de temps en temps, rappelait le rêve miraculeux à son fils et lui conseillait d'accomplir des actes avec authenticité. Le jeune Mirwais suivit éternellement les conseils de sa mère. »

### Décès
Nazo Ana est décédée vers 1717 à l'âge d'environ 66 ans, deux ans après la mort de son fils Mirwais. Après sa mort, sa cause fut reprise par Zarghuna Ana, la mère de l'émir afghan Ahmad Shah Durrani.

## Héritage
Nazo Ana est vénérée comme une héroïne parmi les Afghans. Diverses écoles et autres institutions afghanes portent son nom,,,.